# 普拉卡什·帕都恭
普拉卡什·帕都恭（1955年6月10日—），印度退役男子羽毛球運動員，羽毛球世界盃男子單打冠軍以及第一位獲得全英羽毛球公開賽冠軍的印度人，世界排名在1980年到達第一位，並在1972年及1982年獲得印度政府頒發阿君娜大獎和蓮花士勳章。普拉卡什·帕都恭在2001年與他人合作創辦公司，旨在幫助印度選手提升在奧林匹克運動會上的表現。
普拉卡什·帕都恭與印尼的林水鏡、丹麥的摩丹·佛洛斯特、中國的韓健和欒勁被視為當時世界最頂尖的男子單打運動員。

## 生平

### 出生及成長
普拉卡什·帕都恭出生於卡納塔克邦邦加羅爾，他的姓氏「帕都恭」（Padukone）來源自一個位於卡納塔克邦烏杜皮縣昆達普拉的同名村莊。普拉卡什受擔任「邁索爾羽毛球協會」祕書多年的父親拉梅什·帕都恭影響而開始接觸羽毛球，他第一次參加正式比賽是1962年在卡納塔克邦舉辦的地區性青少年錦標賽，並在兩年後取得這項比賽的冠軍。1971年，普拉卡什的打球風格變為進取心更為強烈的打法，並在隔年贏得印度全國青少年組冠軍，又在此後的連續七年贏得印度全國冠軍。
在1978年的大英國協運動會羽毛球男子單打決賽，普拉卡什·帕都恭以15-9、15-8擊敗英格蘭的德瑞克·塔爾博特，獲得職業生涯第一個國際重大賽事冠軍。

### 全英公開賽奪冠
在1980年的全英羽毛球公開賽男子單打項目中，普拉卡什·帕都恭在準決賽以2比0（15-8、15-10）擊敗丹麥的莫滕·弗罗斯特，決賽時再以2比0（15-3、15-10）擊敗素有「天王巨星」之稱的印尼選手林水鏡，成為全英公開賽自1900年設立男子單打項目以來第一位獲得冠軍的印度人，他也因此在1980年至1981年高居世界排名第一位。

### 世界盃冠軍與世錦賽銅牌
普拉卡什·帕都恭在1981年羽毛球世界盃男子單打準決賽以 15-6、15-8 直落兩局擊敗中國選手陈昌杰，在決賽時再以15-0、15-3的大分差擊敗同樣來自中國的韓健，贏得男單冠軍，並在同一年贏得改制為公開賽的印度羽毛球公開賽男單冠軍。1983年5月，在丹麥哥本哈根舉辦的世界羽毛球錦標賽男子單打項目上，普拉卡什·帕都恭在八強以 15-3、15-9 擊敗中國選手欒勁晉級四強。準決賽時，在先勝一局的情況下，以 15-9、7-15、1-15 被當年的冠軍伊薩克·蘇吉亞托擊敗而獲得銅牌。普拉卡什也因此成為首位在世界羽毛球錦標賽獲得獎牌的印度人。

### 退役之後
普拉卡什·帕都恭在1991年退役，在此之後曾短暫地擔任印度羽毛球協會主席，並在1993年至1996年間擔任印度國家隊教練。他於1994年10月1日在邦加羅爾成立的普拉卡什·帕都恭羽毛球學院（Prakash Padukone Badminton Academy）曾經為印度培育出多位世界級選手。2009年5月在印度孟買成立專門培育15歲以下學員為主的訓練中心。
2001年，普拉卡什·帕都恭與前印度英式撞球運動員吉特·塞合作創辦了一家名為Olympic Gold Quest（意為「尋求奧運金牌」，簡稱OCQ）的非營利公司，致力於縮小印度優秀的運動員與世界上頂尖運動員之間的差距，並為印度運動員創造公平競爭的環境，使他們能夠發揮高水平的競爭力。OCQ的第一次成果驗收是在2012年倫敦奧運會，最後該屆奧運會印度所獲得的6面獎牌中有4面是由受到OCQ贊助的選手獲得。

## 主要成就
| 成績             | 賽事               | 年份 | 主辦地           |
| ---------------- | ------------------ | ---- | ---------------- |
| 世界羽毛球錦標賽 |                    |      |                  |
| 季軍             | 男子單打           | 1983 | 丹麦哥本哈根     |
| 羽毛球世界盃     |                    |      |                  |
| 冠軍             | 男子單打           | 1981 | 马来西亚吉隆坡   |
| 大英國協運動會   |                    |      |                  |
| 金牌             | 男子單打           | 1978 | 加拿大艾德蒙頓   |
| 亞洲運動會       |                    |      |                  |
| 銅牌             | 男子團體           | 1974 | 伊朗德黑蘭       |
| 銅牌             | 男子團體           | 1986 | 首爾             |
| 世界運動會       |                    |      |                  |
| 銅牌             | 男子單打           | 1981 | 美国加州聖荷西   |
| 公開賽           |                    |      |                  |
| 冠軍             | 丹麥公開賽男子單打 | 1980 | 丹麦哥本哈根     |
| 冠軍             | 全英公開賽男子單打 | 1980 | 英格兰倫敦       |
| 冠軍             | 瑞典公開賽男子單打 | 1980 | 瑞典卡爾斯克魯納 |
| 亞軍             | 全英公開賽男子單打 | 1981 | 英格兰倫敦       |
| 冠軍             | 香港公開賽男子單打 | 1982 | 香港             |

## 個人生活

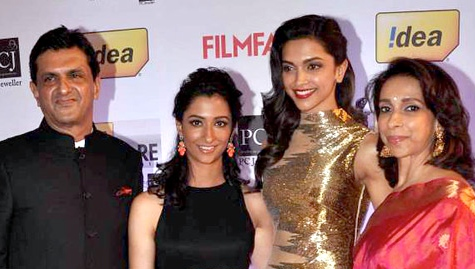
普拉卡什·帕都恭與家人合影

普拉卡什·帕都恭的父母受印度教傳統的影響，安排他與相同種姓的烏朱瓦拉（Ujjwala）結婚。兩人共育有兩名女兒，大女兒荻皮卡·帕都恭是寶萊塢的知名演員；二女兒安妮莎·帕都恭則是一名高爾夫球運動員。目前除了荻皮卡·帕都恭因為演員工作而居住於孟買，普拉卡什·帕都恭與其他家人目前都定居於邦加羅爾。
普拉卡什·帕都恭與丹麥選手莫滕·弗罗斯特在私底下是要好的朋友，兩人曾經互相前往邦加羅爾和丹麥拜訪對方，弗罗斯特並曾經為普拉卡什的傳記第二版寫過序言。

## 傳記

普拉卡什·帕都恭的傳記《Touch Play》一書之封面

普拉卡什·帕都恭的人生故事在他的授權之下紀錄於《Touch Play》一書，是繼英國選手吉莉安·吉爾克斯之後第二位擁有出版傳記的羽毛球運動員。
普拉卡什的選手生涯早期正值羽毛球在國際發揚的起步階段，當時羽毛球公開賽林立、邁向職業化並適逢中國隊開始走入國際舞台，普拉卡什的職業生涯恰好反映著這段對羽毛球發展改變甚鉅的時期。這本書記述普拉卡什·帕都恭在邦加羅爾的婚宴會場打羽毛球開始，到前往雅加達、吉隆坡、倫敦與其他世界各大城市的體育館參加高強度羽毛球賽事的成長歷程，嘗試從現今的印度和國際羽壇的角度來描述他的表現，並走訪多問普拉卡什的家人、朋友以及他在國際羽壇同時代的競爭對手，包括8次全英公開賽冠軍梁海量、4次全英公開賽冠軍莫滕·弗罗斯特、1983年世界羽毛球錦標賽冠軍伊薩克·蘇吉亞托、1985年世界羽毛球錦標賽冠軍得主韓健以及一位雙打好手紀明發。

## 腳註

### 備註
1. ↑  1983年世界羽毛球錦標賽是国际羽毛球联合会（IBF）與世界羽毛球联合会（WBF）兩個國際性羽毛球組織合併後舉辦的第一屆世界錦標賽。
2. ↑  1981年世界運動會主辦地為聖塔克拉拉，此處主辦地則指羽毛球項目的比賽地點。
3. ↑  1978年之前中國一直沒有被允許加入国际羽毛球联合会（International Badminton Federation，現今BWF前身），導致中國選手無法參加由国际羽總主辦的大型賽事。直到後來中國聯合對国际羽毛球联合会不滿的多數非洲羽毛球聯合會與亞洲羽毛球聯合會會員國，在1978年成立世界羽毛球联合会（World Badminton Federation），中國選手才得以在國際大賽上露面。後來IBF與WBF經國多次協商，才於1981年正式合併[14]。參閱：羽毛球世界联合会、中華民國羽球協會

## 外部連結
- Prakash Padukone Badminton Academy （页面存档备份，存于）
- Olympic Gold Quest （页面存档备份，存于）